# Zamina Begum
Zamina Begum (11 de enero de 1917 - 28 de abril de 1978), también conocida como Zainab Begum, fue una princesa afgana. Primera dama de Afganistán entre 1973 y 1978, como esposa del primer Presidente de Afganistán,Sardar Mohammed Daoud Khan.

## Biografía
Era hija del rey Mohamed Nadir Shah y Mah Parwar Begum, y hermana del rey Mohamed Zahir Shah. Su hermano sucedió a su padre en noviembre de 1933. Se casó con Sardar Mohammed Daoud Khan en septiembre de 1934. 
Zamina Begum tuvo un papel famoso en la política de emancipación de las mujeres del gobierno de su marido, en particular al aparecer sin velo en público. El primer ministro preparó cuidadosa y gradualmente la emancipación de la mujer, su primer paso fue contratar trabajadoras en Radio Kabul en 1957. Mandó delegadas a la Conferencia de Mujeres Asiáticas en El Cairo y después empleó a cuarenta niñas en la fábrica de cerámica del gobierno en 1958. Cuando esto no generó disturbios, el gobierno decidió que era hora de dar el controvertido paso de la revelación. En agosto de 1959, en el segundo día del festival de Jeshyn, la princesa Zamina apareció descubierta junto a la reina Humaira y su hija la princesa Bilqis en el palco real del desfile militar. Un grupo de clérigos islámicos envió una carta de protesta al primer ministro para protestar y exigir que se respeten las palabras de la sharia. El primer ministro respondió invitándolos a la capital y presentándole pruebas de que las Sagradas Escrituras efectivamente exigían el chadri. Cuando los clérigos no pudieron encontrar ese pasaje, el primer ministro declaró que las mujeres miembros de la Familia Real ya no llevarían velo, porque la ley islámica no lo exigía. Si bien el chadri nunca fue prohibido, el ejemplo de la reina y la esposa del primer ministro fue seguido por las esposas e hijas de funcionarios gubernamentales, así como por otras mujeres urbanas de clase alta y media, como Kubra Noorzai (ministra de salud) y Masuma Esmati-Wardak quienes son conocidas como las primeros pioneras plebeyas. Mazari Safa, una investigadora afgana que ha estudiado las actividades de las mujeres en la historia de Afganistán, dice que al comienzo del gobierno de Dawood Khan, las mujeres enfrentaban restricciones, pero gradualmente el papel de las mujeres en ramas importantes del gobierno se volvió prominente y las mujeres pudieron nominarse a sí mismas en puestos importantes como ministerios y el Consejo Nacional. Zamina Begum fue asesinada durante la Revolución Saur el 28 de abril de 1978 en Argo y enterrada nuevamente en 2009 en el distrito de Deh Sabz en Kabul junto con su esposo y otros miembros de su familia.

## Familia
La pareja tuvo cuatro hijos y cuatro hijas:
1. Zarlasht Daoud Khan
2. Khalid Daoud Khan (1947-1978). Tuvo un hijo: Tariq Daoud Khan
3. Wais Daoud Khan (1947-1978). Tuvo cuatro hijos:
- Turan Daoud Khan (1972-)
- Ares Daoud Khan (1973 – k. 1978)
- Waygal Daoud Khan (1975 – k. 1978)
- Zahra Khanum (1970-)

4. Muhammad Umar Daoud Khan (k. 1978). Tuvo dos hijas:
- Hila Khanum (1961 – k. 1978)
- Ghazala Khanum (1964 – k. 1978)

5. Dorkhanai Begum
6. Zarlasht Begum (k. 1978)
7. Shinkay Begum (k. 1978). Tuvo dos hijas:
- Ariane Heila Khanum Ghazi (1961-)
- Hawa Khanum Ghazi (1963-)

8. Torpekáy Begum. Tuvo tres hijos:
- Shah Mahmud Khan Ghazi
- Daud Khan Ghazi
- Zahra Khanum Ghazi

## Ascendencia
|  |                                                                              |  |  |  |  |  |  |  |  |  |  |  |  |  |  |  |
|  | 16. Sultan Muhammad Khan Telai, Governor of Kabul, Peshawar and Kohat (= 24) |  |  |  |  |  |  |  |  |  |  |  |  |  |  |  |
|  |                                                                              |  |  |  |  |  |  |  |  |  |  |  |  |  |  |  |
|  |                                                                              |  |  |  |  |  |  |  |  |  |  |  |  |  |  |  |
|  | 8. Sardar Mohammad Yahya Khan, Governor of Kabul (= 12)                      |  |  |  |  |  |  |  |  |  |  |  |  |  |  |  |
|  |                                                                              |  |  |  |  |  |  |  |  |  |  |  |  |  |  |  |
|  |                                                                              |  |  |  |  |  |  |  |  |  |  |  |  |  |  |  |
|  | 17. a Popalzai lady (= 25)                                                   |  |  |  |  |  |  |  |  |  |  |  |  |  |  |  |
|  |                                                                              |  |  |  |  |  |  |  |  |  |  |  |  |  |  |  |
|  |                                                                              |  |  |  |  |  |  |  |  |  |  |  |  |  |  |  |
|  | 4. Sardar Mohammed Yusuf Khan, Governor of Herat                             |  |  |  |  |  |  |  |  |  |  |  |  |  |  |  |
|  |                                                                              |  |  |  |  |  |  |  |  |  |  |  |  |  |  |  |
|  |                                                                              |  |  |  |  |  |  |  |  |  |  |  |  |  |  |  |
|  | 18. Sardar Muhammad Akbar Khan (= 26)                                        |  |  |  |  |  |  |  |  |  |  |  |  |  |  |  |
|  |                                                                              |  |  |  |  |  |  |  |  |  |  |  |  |  |  |  |
|  |                                                                              |  |  |  |  |  |  |  |  |  |  |  |  |  |  |  |
|  | 9. Hamdan Sultana Begum (= 13)                                               |  |  |  |  |  |  |  |  |  |  |  |  |  |  |  |
|  |                                                                              |  |  |  |  |  |  |  |  |  |  |  |  |  |  |  |
|  |                                                                              |  |  |  |  |  |  |  |  |  |  |  |  |  |  |  |
|  | 19. (= 27)                                                                   |  |  |  |  |  |  |  |  |  |  |  |  |  |  |  |
|  |                                                                              |  |  |  |  |  |  |  |  |  |  |  |  |  |  |  |
|  |                                                                              |  |  |  |  |  |  |  |  |  |  |  |  |  |  |  |
|  | 2. Mohamed Nadir Shah                                                        |  |  |  |  |  |  |  |  |  |  |  |  |  |  |  |
|  |                                                                              |  |  |  |  |  |  |  |  |  |  |  |  |  |  |  |
|  |                                                                              |  |  |  |  |  |  |  |  |  |  |  |  |  |  |  |
|  | 20. Prince Ayub Shah Durrani                                                 |  |  |  |  |  |  |  |  |  |  |  |  |  |  |  |
|  |                                                                              |  |  |  |  |  |  |  |  |  |  |  |  |  |  |  |
|  |                                                                              |  |  |  |  |  |  |  |  |  |  |  |  |  |  |  |
|  | 10. Ali Ahmad Mirza, Khan Bahadur                                            |  |  |  |  |  |  |  |  |  |  |  |  |  |  |  |
|  |                                                                              |  |  |  |  |  |  |  |  |  |  |  |  |  |  |  |
|  |                                                                              |  |  |  |  |  |  |  |  |  |  |  |  |  |  |  |
|  | 5. Sharaf Sultana Hukumat Begum                                              |  |  |  |  |  |  |  |  |  |  |  |  |  |  |  |
|  |                                                                              |  |  |  |  |  |  |  |  |  |  |  |  |  |  |  |
|  |                                                                              |  |  |  |  |  |  |  |  |  |  |  |  |  |  |  |
|  | 1. Princesa Zamina Begum[cita requerida]                                     |  |  |  |  |  |  |  |  |  |  |  |  |  |  |  |
|  |                                                                              |  |  |  |  |  |  |  |  |  |  |  |  |  |  |  |
|  |                                                                              |  |  |  |  |  |  |  |  |  |  |  |  |  |  |  |
|  | 24. Sultan Muhammad Khan Telai, Governor of Kabul, Peshawar and Kohat (= 16) |  |  |  |  |  |  |  |  |  |  |  |  |  |  |  |
|  |                                                                              |  |  |  |  |  |  |  |  |  |  |  |  |  |  |  |
|  |                                                                              |  |  |  |  |  |  |  |  |  |  |  |  |  |  |  |
|  | 12. Sardar Mohammad Yahya Khan, Governor of Kabul (= 8)                      |  |  |  |  |  |  |  |  |  |  |  |  |  |  |  |
|  |                                                                              |  |  |  |  |  |  |  |  |  |  |  |  |  |  |  |
|  |                                                                              |  |  |  |  |  |  |  |  |  |  |  |  |  |  |  |
|  | 25. a Popalzai lady (= 17)                                                   |  |  |  |  |  |  |  |  |  |  |  |  |  |  |  |
|  |                                                                              |  |  |  |  |  |  |  |  |  |  |  |  |  |  |  |
|  |                                                                              |  |  |  |  |  |  |  |  |  |  |  |  |  |  |  |
|  | 6. Sardar Muhammad Asif Khan                                                 |  |  |  |  |  |  |  |  |  |  |  |  |  |  |  |
|  |                                                                              |  |  |  |  |  |  |  |  |  |  |  |  |  |  |  |
|  |                                                                              |  |  |  |  |  |  |  |  |  |  |  |  |  |  |  |
|  | 26. Sardar Muhammad Akbar Khan (= 18)                                        |  |  |  |  |  |  |  |  |  |  |  |  |  |  |  |
|  |                                                                              |  |  |  |  |  |  |  |  |  |  |  |  |  |  |  |
|  |                                                                              |  |  |  |  |  |  |  |  |  |  |  |  |  |  |  |
|  | 13. Hamdan Sultana Begum (= 9)                                               |  |  |  |  |  |  |  |  |  |  |  |  |  |  |  |
|  |                                                                              |  |  |  |  |  |  |  |  |  |  |  |  |  |  |  |
|  |                                                                              |  |  |  |  |  |  |  |  |  |  |  |  |  |  |  |
|  | 27. (= 19)                                                                   |  |  |  |  |  |  |  |  |  |  |  |  |  |  |  |
|  |                                                                              |  |  |  |  |  |  |  |  |  |  |  |  |  |  |  |
|  |                                                                              |  |  |  |  |  |  |  |  |  |  |  |  |  |  |  |
|  | 3. Mah Parwar Begum                                                          |  |  |  |  |  |  |  |  |  |  |  |  |  |  |  |
|  |                                                                              |  |  |  |  |  |  |  |  |  |  |  |  |  |  |  |
|  |                                                                              |  |  |  |  |  |  |  |  |  |  |  |  |  |  |  |
|  | 7. Murwarid Begum                                                            |  |  |  |  |  |  |  |  |  |  |  |  |  |  |  |
|  |                                                                              |  |  |  |  |  |  |  |  |  |  |  |  |  |  |  |
|  |                                                                              |  |  |  |  |  |  |  |  |  |  |  |  |  |  |  |